# Ancylotrypa atra
Ancylotrypa atra là một loài nhện trong họ Cyrtaucheniidae. Loài này phân bố ờ Ethiopia en Kenya.